# Andréi Shumilin
Andréi Anatólievich Shumilin –en ruso, Андрей Анатольевич Шумилин– (Kaliningrado, URSS, 9 de marzo de 1970-8 de junio de 2022) fue un deportista ruso que compitió en lucha libre.
Ganó tres medallas en el Campeonato Mundial de Lucha entre los años 1993 y 1999, y tres medallas en el Campeonato Europeo de Lucha entre los años 1990 y 1999.
Participó en los Juegos Olímpicos de Atlanta 1996, ocupando el cuarto lugar en la categoría de 130 kg.

## Palmarés internacional
| Campeonato Mundial | Campeonato Mundial  | Campeonato Mundial | Campeonato Mundial |
| Año                | Lugar               | Medalla            | Categoría          |
| ------------------ | ------------------- | ------------------ | ------------------ |
| 1993               | Toronto (Canadá)    | Medalla de bronce  | 130 kg             |
| 1998               | Teherán (Irán)      | Medalla de bronce  | 130 kg             |
| 1999               | Ankara (Turquía)    | Medalla de plata   | 130 kg             |
| Campeonato Europeo |                     |                    |                    |
| Año                | Lugar               | Medalla            | Categoría          |
| 1990               | Poznań (Polonia)    | Medalla de bronce  | 130 kg             |
| 1994               | Roma (Italia)       | Medalla de bronce  | 130 kg             |
| 1999               | Minsk (Bielorrusia) | Medalla de oro     | 130 kg             |